# Viva Bianca
Viva Bianca, née Viva Skubiszewski, est une actrice australienne. Son premier rôle d'importance est celui d'Ilithyia qu'elle tient dans la série télévisée Spartacus : Le Sang des gladiateurs. Elle est la fille du compositeur polonais Cezary Skubiszewski (en).

## Filmographie

### Télévision
- 2000 : Eugénie Sandler P.I. : Adriana
- 2002 : Marshall Law : Tiffany
- 2003 : Blue Heelers : Tammy King
- 2006 : All Saints : Michaeley Kratt
- 2008 : The Strip : Serena
- 2010 : Spartacus : Le Sang des gladiateurs : Iliythia
- 2011 : Panic at Rock Island : Paige
- 2012 : Spartacus : Vengeance
- 2012 : Rendez-vous à Noël (Love at the Christmas Table) : Rebekah
- 2015 : Un prince pour Noël : EmmaBennet
- 2016 : Une amitié contre les préjugés : Dee

### Cinéma
- 2009 : Accidents Happen : Becky
- 2009 : Bad Bush : Ophelia
- 2011 : X de Jon Hewitt : Holly Rowe
- 2014 : Turkey shoot : Lt Jill Wilson
- 2016 : Amour Aveugle : Deanna

### Vie privée
En avril 2018 elle attendait un deuxième enfant avec son mari Antonio Beliveau, musicien et fondateur du groupe The Crash Kings,.
C'est aussi une féministe. Elle se bat pour l'égalité des genres et le droit des femmes.